# Protomiltogramma australis
Protomiltogramma australis är en tvåvingeart som beskrevs av Yu. G. Verves 1987. Protomiltogramma australis ingår i släktet Protomiltogramma och familjen köttflugor.
Artens utbredningsområde är Northern Territory, Australien. Inga underarter finns listade i Catalogue of Life.